# Fele Martínez
Rafael Martínez (Alacant, Alacantí; 22 de febrer de 1975), més conegut com a Fele Martínez, és un actor espanyol.

## Biografia
Nascut a Alacant, es va formar a l'Escola Superior d'Art Dramàtic de Madrid, i aviat va començar a interpretar obres de teatre. “Sexpeare” va ser la companyia en la qual va desenvolupar les seves primeres activitats interpretatives.
El pont cap a la fama li va arribar de la mà de Alejandro Amenábar, amb la seva òpera prima Tesis. Per aquesta pel·lícula va rebre el Premi Goya al Millor Actor Revelació de 1996. A partir d'aquest moment es converteix en un dels rostres més coneguts del cinema espanyol. Entre les seves pel·lícules més conegudes destaquen: Abre los ojos (Amenábar, 1997), Los amantes del círculo polar (Julio Médem, 1998), El arte de morir (Álvaro Fernández Armero, 1999), Capitanes de abril (María de Medeiros, 1999), Tuno negro (Pedro L. Barbero i Vicente J. Martín, 2000), La mala educación (Pedro Almodóvar, 2004).
També ha participat en diferents projectes de cinema independent com en els curtmetratges: Pasaia (1996), pel qual va guanyar el premi al Millor Actor en el Festival Internacional de Cinema Independent d'Elx, Amigos (1997), La cartera (2000) o El castigo del ángel, del qual va ser director en 2002.
Estava previst que l'actor formés part de la sèrie juvenil Física o Química de Antena 3, en 2008 interpretant a Mario, com el xicot d'Irene, però propostes millors el van deixar en un simple cameo de quatre capítols.
Va participar en la comèdia de ciència-ficció Plutón BRB Nero amb la direcció d'Álex de la Iglesia i en la que Fele interpreta al “Sr. Spock”.
Ha filmat el tràiler del llargmetratge Sal del director argentí Diego Rougier i de Javier Contador, que es filmarà en 2010. En ella, Martínez és “Sergio”, un cineasta en decadència obsessionat amb fer un western modern al nord xilè. Tots els productors rebutgen la seva història, i decideix trencar amb tot. Deixa la seva casa de Madrid i intenta buscar la inspiració in situ instal·lant-se a San Pedro de Atacama. Allí els vilatans el confonen amb un altre i comença una violenta aventura.
S'estrena Dime que yo, curtmetratge del director espanyol Mateo Gil en el qual Martínez és acompanyat en el rol protagonista per Judith Diakhate. Per la seva actuació en el curtmetratge és nominat com a Millor actor i Mateo Gil obté el Premi a la Millor Direcció al Festival de Cinema d'Islantilla 2009. En aquest esdeveniment cinematogràfic es presenta a més, el curtmetratge "Comeparedes" de Nuria de la Torre, en el que també participa Fele Martínez.
Al setembre filma Tensión sexual no resuelta de Miguel Ángel Lamata.
El 2013 va rodar Marta dibuja puentes amb guió i direcció de Rafael Deltell. La pel·lícula està basada en la novel·la homònima de l'alcoià Carles Cortés.
De 2011 a 2013 va participar en la sèrie Prófugos, una megaproducció a càrrec d'Efe3 i Fábula, que serà la primera sèrie xilena transmesa a HBO. Simultàniament va rodar a Espanya Don Mendo Rock ¿La venganza?, sota la direcció de José Luis García Sánchez
El juny de 2010 alterna la seva intensa carrera actoral amb altres dues passions, la música i la gastronomia. Ciruelas, és el grup musical que forma com baixista, al costat de Rulo Pardo, Joe Carmona i José Mª. Oliver I Creperie La Rue és un local de restauració a Madrid, que va muntar amb Silvia Rey i Paco León.
El 2012 va obtenir el premi de millor actor als Premis de Cinema de Los Angeles per "Sal" de Diego Rougier. Posteriorment ha treballar a diverses sèries de televisió, com Carlos, Rey Emperador (2016), Buscando el Norte (2016), Estoy vivo (2017) i Pequeñas coincidencias (2018).

## Filmografia

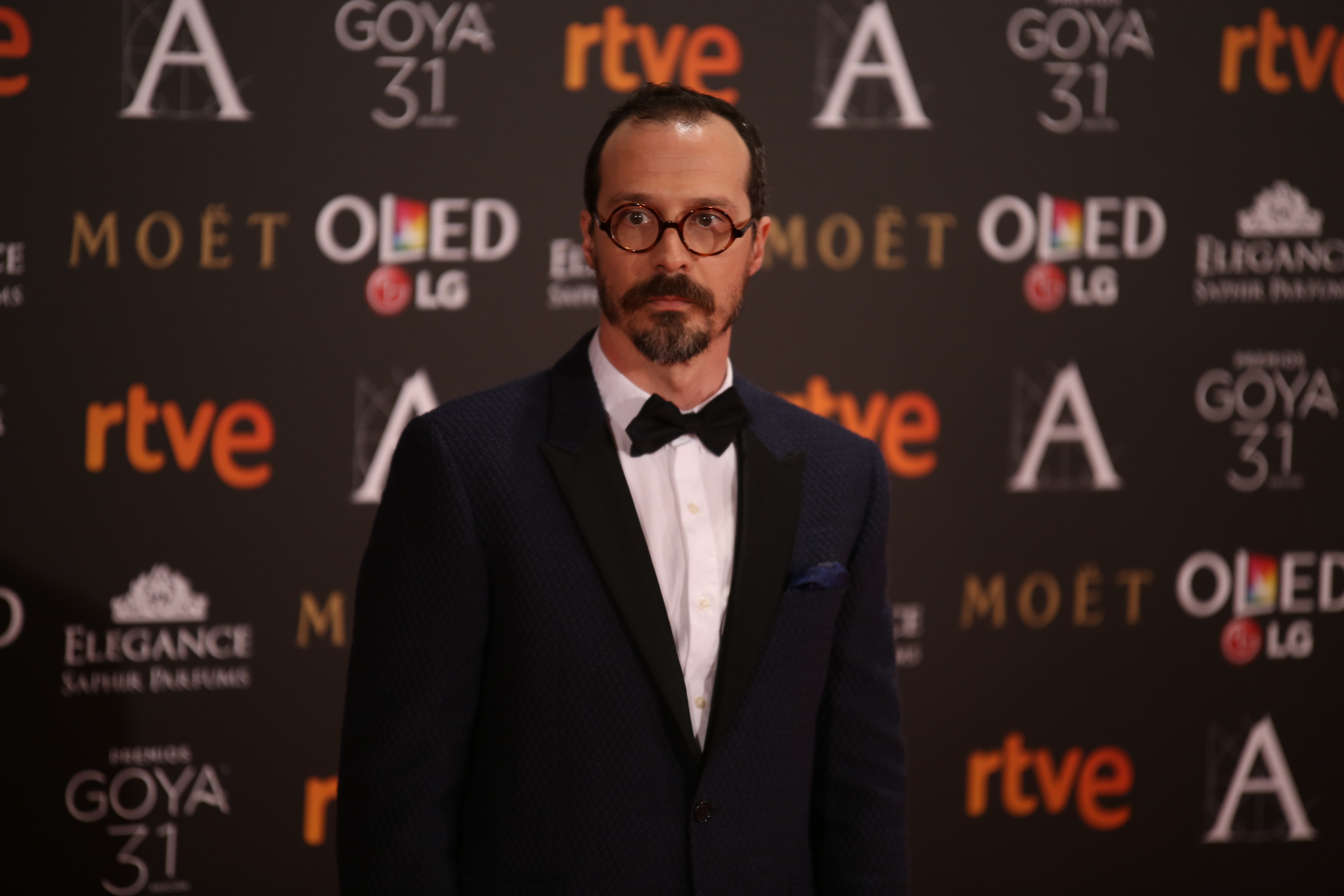
Fele Martínez als Premis Goya de 2017

### Pel·lícules
- Perdiendo el este (2019)
- La noche que mi madre mató a mi padre (2016)
- Nuestros amantes (2016)
- La estrella (2013)
- Desechos (2012)
- Sal (2010)
- Don Mendo Rock ¿La venganza? (2010)
- Marta dibuja puentes
- Mapas (2010)
- Desechos (2010)
- Tensión sexual no resuelta (2010)
- Los abrazos rotos (2010)
- Los minutos del silencio (2009)
- El kaserón (2008)
- Carmo (2008)
- 14, Fabian Road (2008)
- A un metro de ti (2007)
- Bolboreta Mariposa Papallona (2006)
- El asesino del parking (2006)
- El síndrome de Svensson (2006)
- Tánger (2004)
- La mala educación (2004)
- Cuando puedas (2004)
- Dos tipos duros (2003)
- Utopía (2003)
- Hable con ella (2002)
- Darkness (2002)
- Noche de reyes (2001)
- Tinta roja (2000)
- Tuno negro (2000)
- Capitanes de abril (1999)
- El arte de morir (1999)
- Tú qué harías por amor (1999)
- Lágrimas negras (1998)
- Los amantes del Círculo Polar (1998)
- Insomnio (1998)
- El tiempo de la felicidad (1997)
- Abre los ojos (1997)
- Tesis (1996)

### Curtmetratges
- La mujer del hatillo gris (2010)
- Dime que yo (2008)
- El castigo del ángel (2002)
- Made in China (2001)
- La Cartera (2000)
- Amigos (1997)
- Pasaia (1996) 18m., Suspens / Thriller, director: Mikel Aguirresarobe

## Televisió

### Sèries de televisió
| Any             | Sèrie                              | Canal              | Personatge                   | Notes       |
| --------------- | ---------------------------------- | ------------------ | ---------------------------- | ----------- |
| 2006            | El asesino del parking             | Telecinco          | Sergio Manrique              | Telefilm    |
| 2008            | Física o química                   | Antena 3           | Mario Barrio                 | 5 episodis  |
| 2008            | Plutón BRB Nero                    | La 2               | Sr. Spock                    | 1 episodi   |
| 2009            | Los minutos del silencio           | Canal Sur          | Joaquín                      | Telefilm    |
| 2011 - 2013     | Gran Hotel                         | Antena 3           | Alfredo Vergara              | 39 episodis |
| 2011 - 2013     | Prófugos                           | Sundance TV        | Antonio Quijada              | 6 episodis  |
| 2015            | Rabia                              | Cuatro             | Gervasio Ortiz               | 8 episodis  |
| 2016            | Carlos, Rey Emperador              | La 1               | Nicolás Perrenot de Granvela | 4 episodis  |
| 2016            | Buscando el norte                  | Antena 3           | Lucas Moreno                 | 8 episodis  |
| 2017 - presente | Estoy vivo                         | La 1               | Óscar Santos García          | 26 episodis |
| 2018            | BByC: Bodas, bautizos y comuniones | Telecinco          | Agustín                      | 1 episodi   |
| 2018            | Pequeñas coincidencias             | Amazon Prime Video | Stefano                      | 1 episodi   |
| 2020            | La unidad                          | Movistar+          | ¿?                           | 8 episodis  |

### Programes de televisió
| Any  | Sèrie                | Canal    | Personatge   | Notes    |
| ---- | -------------------- | -------- | ------------ | -------- |
| 2017 | Me resbala           | Antena 3 | Participante | Convidat |
| 2017 | El gran reto musical | TVE      | Concursants  | Convidat |

## Teatre
- SoloMillo, una historia poco hecha (2007)
- Flor de Otoño (una historia del Barrio Chino) (2005)
- Sueños de un seductor (2004)
- Amigos hasta la muerte (2011)
- Continuidad de los parques (2014)
- Bajo terapia (2015 - 2017)[10]
- Todas las mujeres (2018 - 2019)

## Nominacions i Premis
| Any  | Festival                                    | Categoria              | Pel·lícula        | Resultat  |
| ---- | ------------------------------------------- | ---------------------- | ----------------- | --------- |
| 2005 | Premis ACE                                  | Millor actor           | La mala educación | Nominat   |
| 2004 | European Film Awards                        | Millor actor           | La mala educación | Nominat   |
| 2004 | Fort Lauderdale International Film Festival | Millor actor           | La mala educación | Guanyador |
| 1997 | Premi Goya                                  | Millor actor revelació | Tesis             | Guanyador |

- 2012 Premi com a Millor Actor a Los Angeles Movie Awards per Sal
- 2011 Premi Especial "Ciutat d'Alacant" al Festival de cinema d'Alacant
- 2004 Premi Faro de Plata al Festival d'Alfàs del Pi
- 1998 Premi Lluna de València Millor Futur de Cinema en el Festival Cinema Jove de València
- 1997 Premi Festival d'Elx Millor Actor per Pasaia